# ستيفانو مارغوتي
ستيفانو مارغوتي (بالإيطالية: Stefano Margotti)‏ هو لاعب رماية إيطالي، (ولد في تورينو في إيطاليا 1900 – 1981 م).

## وصلات خارجية
- ستيفانو مارغوتي على موقع اللجنة الأولمبية الدولية (الإنجليزية)
- ستيفانو مارغوتي على موقع أوليمبيديا (الإنجليزية)